# Glicogen

Formula structurală a glicogenului

Glicogenul este la  organismul animal corespondentul amidonului de la organismul vegetal , fiind o polizaharidă compusă din mai multe molecule de glucoză. Glicogenul servește la înmagazinarea energiei și detoxifierea organismului, o mare parte din glicogen se găsește în ficat. Desfacerea glicogenului în monozaharide, precum glucoza, se face cu eliberare de energie, care este necesară de exemplu contracției musculare. Procesul de eliberare sau înmagazinare de energie este reversibil și se realizează cu ajutorul ATP-ului. Metabolismul glicogenului este reprezentat de glicogenoliză și glicogenogeneză.